# Cisteller rogenc
El cisteller rogenc (Cranioleuca berlepschi) és una espècie d'ocell de la família dels furnàrids (Furnariidae) fins fa poc (2023) col·locat a Thripophaga. És endèmica d'una petita regió andina del nord del Perú.

## Distribució i hàbitat
Es troba en unes poques localitats de la serralada dels Andes del nord del Perú, des de l'est de Piura, a través de l'oest d'Amazones i San Martín, fins al sud-est de Libertad. Ha estat registrat a Cerro Chinguela (a Piura); La Peca Nova, Leimebamba, Atuén, Lluy, San Cristóbal i prop de Florida-Pomacichas (a Amazones); La Muntanyeta i parc nacional Riu Abiseu (a San Martín); i Mashua (a La Llibertat); probablement també està present al nord de la Serralada de Col i possiblement a Abra Patricia. Hi ha grans àrees de selva no explorada a Leimebamba que podrien albergar aquesta espècie.
Aquesta espècie és considerada rara i local al seu hàbitat natural: l'estrat baix de selves humides muntanes i de boscos nans, prop de la línia d'arbres, entre els 2800 i 3300 m d'altitud.

## Taxonomia i sistemàtica
L'espècie C. berlepschi va ser descrita per primera vegada per l'ornitòleg austríac Carl Eduard Hellmayr el 1905 sota el nom científic Thripophaga berlepschi; la localitat tipus és “Leimebamba, 10,000 peus [c. 3050 m], Amazones, Perú”.
El nom genèric Cranioleuca es compon de les paraules del grec antic «κρανιον kranion» que significa “crani”, “cap”, i «λευκος leukos» que significa “blanc”, en referència a la corona blanca de l'espècie tipus: Cranioleuca albiceps; i el nom de l'espècie berlepschi, commemora l'ornitòleg alemany Hans von Berlepsch (1850–1915).
En el passat va ser col·locada en el gènere Phacellodomus, i fins fa poc en el gènere Thripophaga. Alguns autors ja tenien la sospita que aquest gènere no era monofilètic. Els amplis estudis filogenètics de Derryberry et al. (2011), van trobar que el cisteller rogenc, malgrat el seu nom comú, és una veritable cuaespinós Cranioleuca.
Amb base en aquest estudi, les classificacions Manual del Ocells del Món (HBW) i Birdlife International (BLI) van col·locar la llavors T. berlespchi en el gènere Cranioleuca, i el amplis estudis geneticomoleculars de Harvey et al. (2020) van confirmar aquests canvi taxonòmic. El que va ser seguit posteriorment pel Congrés Ornitològic Internacional (IOC) i Clements checklist/eBird.
És una espècie monotípica.